# Skidmore, Owings & Merrill
Skidmore, Owings and Merrill («Скидмор, Оуингс и Меррилл») — американское архитектурное бюро.
Фирма основана в Чикаго в 1936 году Луисом Скидмором (англ. Louis Skidmore; 1897—1962) и Натаниэлем Оуингсом (англ. Nathaniel A. Owings, 1903—1984). С 1950-х компаньоны занялись проектированием небоскрёбов, на котором их имена стяжали мировую славу. К настоящему времени фирма осуществила около 10 000 проектов в полусотне стран мира, включая США, Великобританию, Китай, Канаду, ЮАР, Австралию, Индию, Таиланд, Тайвань, ОАЭ, Швейцарию, Мексику, Бельгию, Кувейт, Сингапур, Японию, Израиль, Португалию, Саудовскую Аравию, Россию, и получила 800 наград, дважды став «Архитектурной фирмой года». SOM много сделала для популяризации интернационального стиля Л. Миса ван дер Роэ, в котором её основатели видели своего наставника.

## История и влияние

### Родоначальник современной архитектуры
Многие из послевоенных проектов признаны символами современной американской архитектуры. Самым значимым ранним проектом компании был Lever House, завершённый в 1952 году и ставший первым офисным зданием в интернациональном стиле в Нью-Йорке. В то время улица Парк Авеню была заполнена каменными зданиями, Левер-хаус из стекла и стали представил изящную модернистскую эстетику, воплощая дух времени, и повлиял на целое поколение высотного строительства. Как писал в 1962 году историк архитектуры Питер Рейнер Бэнем: «это придало архитектурное выражение эпохе, когда она только зарождалась … Левер-Хаус имел неудержимый успех, он является одной из узнаваемых достопримечательностей Нью-Йорка». В 1982 году Комиссия по сохранению памятников Нью-Йорка объявила Левер-хаус официальной самой современной достопримечательностью города. Другими важными модернистскими работами SOM в Нью-Йорке являются здание Manufacturers Trust Company, построенное в 1954 году, и всемирную штаб-квартиру Pepsi-Cola, построенную в 1960 году. Историк архитектуры Генри-Рассел Хичкок назвал здание Pepsi «непревзойдённым по изысканности пропорций и элегантности материалов», критик Нью-Йорк Таймс Ада Луиза Хакстебл поместила его в верхней части списка современных достопримечательностей города, вместе с Сигрэмом и Левер-Хаусом. В 1961 году было завершено строительство Уан-Чейз-Манхэттен-Плаза, первого здания в интернациональном стиле, построенного в финансовом районе Нью-Йорка.
Ещё один ключевой пример модернистского наследия находится в Колорадо-Спрингс, где бюро спланировало кампус для Военно-воздушной академии США. Военная академия оформлена в современном стиле, центральным элементом кампуса является Кадетская часовня, спроектированная архитектором Вальтером Нетшем. Американский институт архитекторов наградил здание престижной Четвертьвековой наградой, присуждаемой за значимые архитектурные работы.

### Экологичный дизайн
В 1969 году один из основателей Натаниэль Оуингс писал: "цивилизации оставляют на Земле следы, по которым их узнают и судят. В значительной степени природа их бессмертия определяется тем, насколько хорошо их строители помирились с окружающей средой. Один из ранних примеров экологичной архитектуры — штаб-квартира компании Weyerhaeuser, построенная в 1971 году и получившая название «оригинального зелёного здания» не только за его интеграцию в окружающий ландшафт, но и за инновационное использование эффективных строительных систем. Ещё один важный этап в экологичной архитектуре — завершение строительства штаб-квартиры Бюро переписи населения США в 2007 году — первого федерального офисного здания, получившего сертификат LEED. Как и Weyerhaeuser, дизайн здания работает в согласии с его природным окружением и включает в себя целый ряд стратегий проектирования, направленных на снижение его воздействия на окружающую среду.
В 2015 году компания завершила строительство первого энергосберегающего здания школы в Нью-Йорке и одной из первых школ в мире. Школа лидерства и устойчивого развития Кэтлин Гримм в Сэнди-Граунде была награждена Американским институтом архитекторов, Муниципальным художественным обществом и Институтом городских земель. SOM получило известность за исследования и эксперименты с новыми энергосберегающими и углеродосодержащими технологиями, такими как деревянная башня и модифицированная конструкция бетонной плиты.

### Инновации в высотном строительстве
В 1970-х годах компания положила начало новой эре проектирования небоскрёбов, начав свою работу в Чикаго: Центр Джона Хэнкока (завершён в 1970 году) и башню Уиллиса (ранее Сирс-Тауэр), которая стала самым высоким сооружением в мире после завершения строительства в 1973 году и оставалась таковой более 20 лет. Обе башни являются результатом сотрудничества архитектора Брюса Грэма и инженера Фазлура Рахмана Хана, которого часто считают величайшим инженером-строителем XX века. Хан изобрёл трубчатую каркасную систему, которая позволяла строить выше, чем когда-либо прежде. Эта система была адаптирована и до сих пор используется для некоторых из самых высоких зданий в мире, например, 828-метровую Бурдж-Халифу, спроектированную компанией SOM и завершённую в 2010 году.

## Известные сотрудники
- Гордон Баншафт[9][10]
- Брюс Грэм[11][12]
- Эдриан Смит[13]
- Фазлур Хан
- Дэвид Чайлдс[14][15]

## Знаменитые постройки
- Левер Хаус (Нью-Йорк, 1952) — здание, привлёкшее к фирме внимание.
- Уан-Чейз-Манхэттен-Плаза (Нью-Йорк, 1964) — входит в число 40 высочайших сооружений города.
- Джон Хэнкок Центр (Чикаго, 1969).
- 555 California Street (Сан-Франциско, 1969) — главный офис Банка Америки с 1969 по 1998 год; 2-е по высоте здание в Сан-Франциско, 4-е в Калифорнии и 60-е по высоте в США, самое высокое здание Западного побережья с 1969 по 1972 год.
- Уиллис-Тауэр (бывший Сирс-Тауэр) (Чикаго, 1973).
- Карлтон Центр (Йоханнесбург, 1973) — высочайший небоскрёб Африки.
- Hubert H. Humphrey Metrodome (Миннеаполис, 1977) — стадион.
- Юго-восточный финансовый центр (Майами, 1984) — самое высокое здание в штате Флорида с 1984 по 2003 год.
- Юксам Билдинг (Сеул, 1985).
- One Worldwide Plaza (Нью-Йорк, 1989) — входит в число 20 высочайших сооружений города.
- Здание корпорации AT&T (Чикаго, 1989).
- Цзинь Мао (Шанхай, 1998).
- Алтис-Арена (Лиссабон, 1998) — стадион.
- PBCcom Tower (Макати, 2000) — высочайшее здание Филиппин.
- Международный терминал (Международный аэропорт Сан-Франциско, 2000—2001).
- Тайм-Уорнер-Центр (Нью-Йорк, 2000—2003) — первый небоскрёб в Нью-Йорке, достроенный после теракта 11 сентября.
- 7 Всемирный торговый центр (Нью-Йорк, 2006).
- Tokyo Midtown[англ.] — комплекс сооружений, включающий высочайший в городе небоскрёб (Токио, 2007).
- Тяньцзиньский всемирный финансовый центр (Тяньцзинь, 2007—2011) — первое офисное здание города с двухэтажными лифтами.
- Бурдж Халифа (Дубай, 2009).
- China World Trade Center Tower 3 (Пекин, 2009).
- Трамп Интернэшнл (Чикаго, 2009).
- Башня Свободы (Нью-Йорк, 2013).
- Бен-Гурион (аэропорт) (Израиль, Тель-Авив)
- Новое здание Штаб-квартиры НАТО (Брюссель, Бельгия) строительство велось в 2010—2017 годах.
- ОКО (Москва, 2010—2016) — южная башня комплекса является третьим по высоте зданием в Европе.